# Madison, Alabama
Madison je mesto, ki se nahaja v okrožju Madison (manjši del tudi v okrožju Limestone) v ameriški zvezni državi Alabama.
Leta 2000 je naselje imelo 29,329 prebivalcev na 60,2 km². Leta 2004 je bilo mesto razglašeno za najhitreje rastoče mesto v Alabami.